# Jupiter LII
Jupiter LII, izvorno poznat kao S/2010 J2, prirodni Jupiterov satelit. Otkrio ga je Christian Veillet 2010. Svoj stalni broj dobio je u ožujku 2015. Potrebno je 1,69 godina da kruži oko Jupitera, a prosječna udaljenost mu je 21,01 milijuna km. Jupiter LII ima promjer oko 1 kilometra i 2010. godine označen je kao najmanji poznati mjesec u Sunčevom sustavu koji je otkriven sa Zemlje. Član je skupine Ananka. 